# Abéché
Abéché is de vierde grootste stad van Tsjaad en de hoofdstad van de oostelijke regio Ouaddaï (nabij Darfoer). In 2012 had de stad 76.492 inwoners.

## Geschiedenis

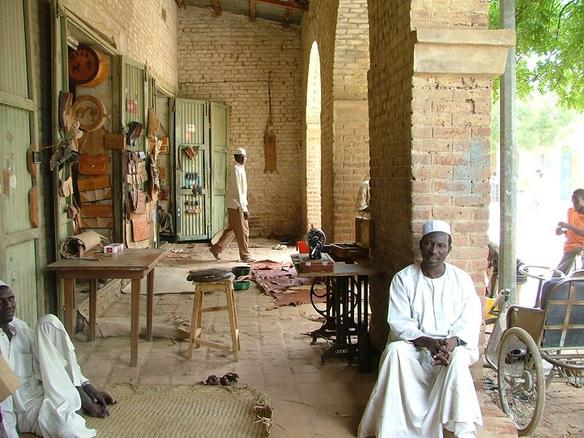
Een leerwinkel in Abéché

De stad Abéché was de hoofdstad van het sultanaat Ouaddaï rond 1890. Voordien was Ouara de hoofdstad, maar wanneer de waterbronnen in Ouara uitgedroogd waren, werd Abéché de hoofdstad. In 1909 veroverden de Fransen het rijk en vestigden ze zich in Abéché. Frankrijk nam er de macht waardoor de plaatselijke sultan van de troon werd gestoten. Op dat moment was Abéché de grootste stad van Tsjaad met 28.000 inwoners. In 1919 waren er echter maar 6000 inwoners meer over door grote epidemieën. In 1935 besliste de Franse regering om terug een sultan aan te stellen (Muhammed Ouarada).
Abéché was ook een belangrijke plaats op de Arabische slavenhandelroute.
Vandaag is de stad vooral bekend voor zijn markten, moskeeën, kerken, het Place de l'Indépendance plein en voor het paleis van de vroegere sultan. Abéché heeft ook verschillende scholen, een ziekenhuis, een universiteit en een van de belangrijkste basissen van het "Armee Nationale du Tchad" (ANT). Er is ook een kleine luchthaven met vluchten naar Ndjamena.
Op 25 november 2006 werd de stad ingenomen door de Unie van Krachten voor Democratie, een rebellengroep die voorstander is van huidig president Idriss Déby. Grote plunderingen vonden die nacht plaats in de stad. Op dezelfde dag werd niet ver van Abéché Biltine veroverd door de Rally of Democratic Forces, een andere rebellengroep. Een dag later werden beide steden heroverd door het Tsjadische leger.
Op 30 oktober 2007 kwam de stad in het nieuws omdat 17 Franse vrijwilligers die voor het goede doel Zoé's Ark werkten, er werden gearresteerd op verdenking van de ontvoering van kinderen.
Abéché is ook het centrum voor de levering van humanitaire hulp voor ongeveer 240.000 Darfoer vluchtelingen. Deze vluchtelingen bevinden zich in 12 kampen ten oosten van de stad, dicht bij het grensgebied met Soedan. Een aantal organisaties openden er in 2003 en 2004 een verzorgingsplaats zoals UNHCR, het Rode Kruis, het Duitse GTZ en Unicef.

## Klimaat
Abéché heeft een heel warm klimaat. 336 dagen per jaar is het warmer dan 32 °C en de gemiddelde jaartemperatuur is 29 °C.

## Bevolking
Bevolkingsevolutie:
| Jaar | Bevolkingsaantal |
| ---- | ---------------- |
| 1988 | 40 000           |
| 1993 | 54 628           |
| 2008 | 78 191           |

## Afbeeldingen

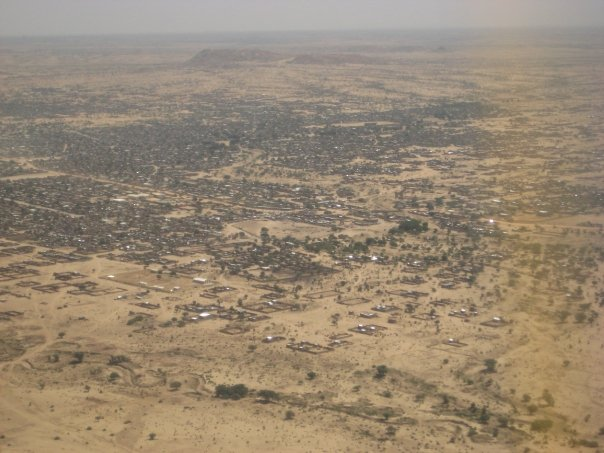
Luchtfoto
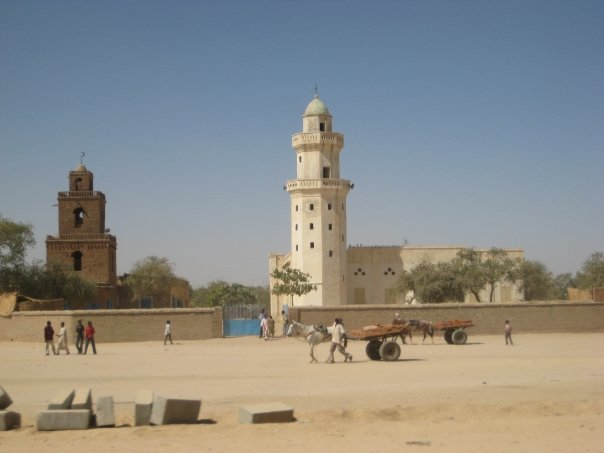
De twee moskeeën
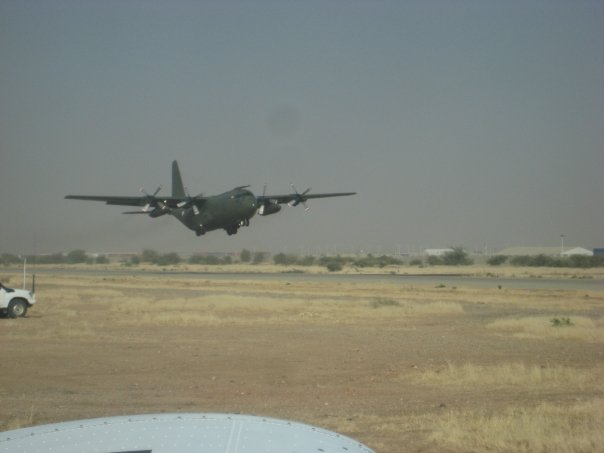
Landingsbaan bij de luchthaven
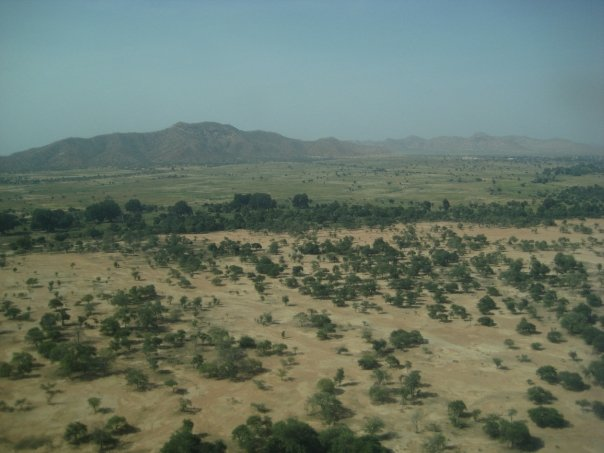
Goz Beida
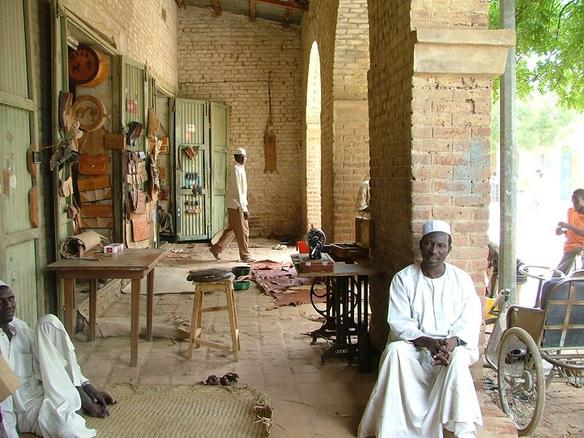
Een leerwinkel in Abéché
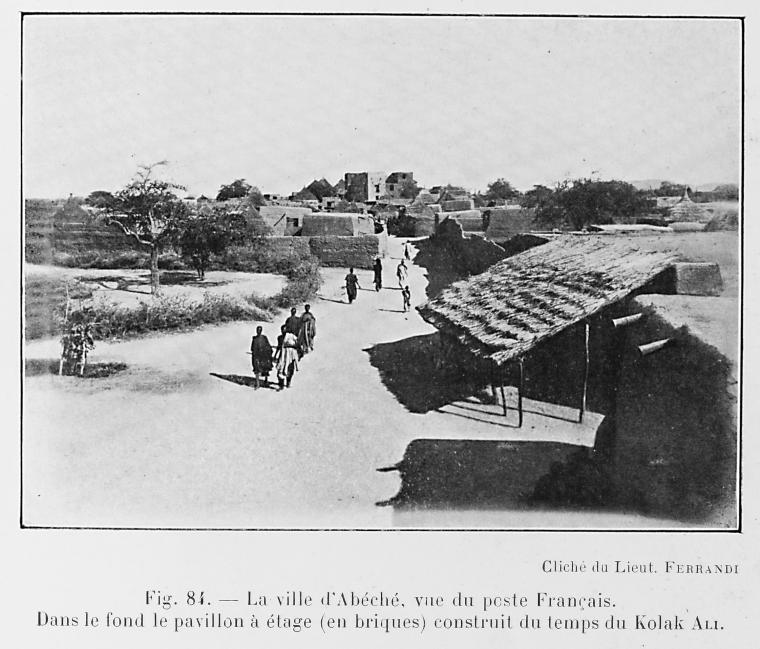
Abéché (1918)
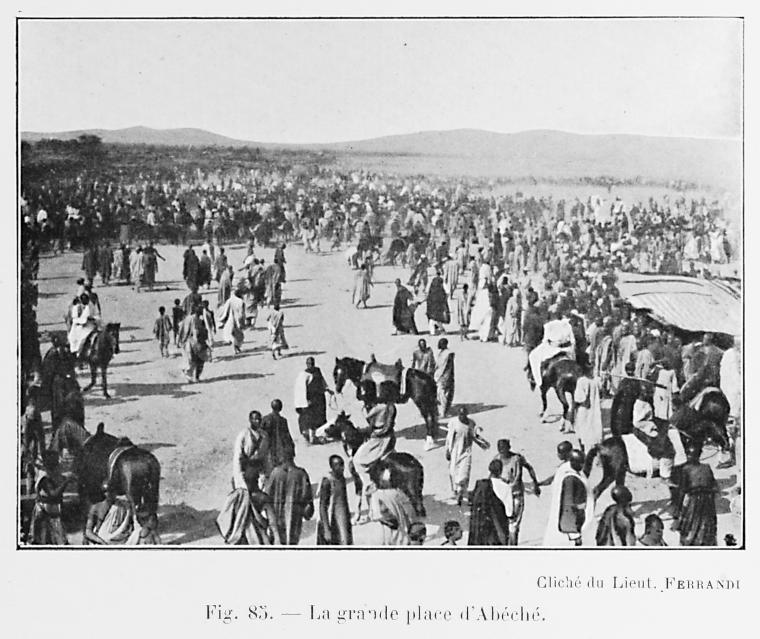
Markt in Abéché (1918)